# Filitanais rebainsi
Filitanais rebainsi är en kräftdjursart som beskrevs av Kudinova-pasternak 1975. Filitanais rebainsi ingår i släktet Filitanais och familjen Colletteidae. Inga underarter finns listade i Catalogue of Life.